# رمز منطقة 664 (المكسيك)
664 هو رمز منطقة في المكسيك والتي تغطي بلدية تيخوانا، باها كاليفورنيا، حيث أن رمز المنطقة المكسيكية 664 جزء من رمز البلد المكسيك +52. حيث أن المكالمات الصادرة من جنوب كاليفورنيا إلى المكسيك يكون رمزها 664 كما في 011-52-664-XXX-XXXX.